# Papoea-Nieuw-Guinea op de Olympische Zomerspelen 1992
Papoea-Nieuw-Guinea nam deel aan de Olympische Zomerspelen 1992 in Barcelona, Spanje. Het was de vierde deelname van het land en net zoals bij hun vorige deelnames werden er geen medailles gewonnen.

## Deelnemers en resultaten

### Atletiek
| Olympiër                                                 | Discipline      | Resultaat | Prestatie |
| -------------------------------------------------------- | --------------- | --------- | --- |
| Bernard Manana                                           | 100m (m)        | 72e       | serie 7: 7de in 11,35 |
| Kaminiel Selot                                           | 200m (m)        | 70e       | serie 6: 7de in 22,36 |
| Subul Babo                                               | 400m (m)        | 44e       | serie 4: 5de in 47,17 |
| Baobo Neuendorf                                          | 400m horden (m) | 39e       | serie 2: 6de in 53,30 |
| Baobo Neuendorf Kaminiel Selot Bernard Manana Subul Babo | 4x400m (m)      | 20e       | serie 3: 6de in 3.13,35 |
| Erich Momberger                                          | tienkamp (m)    | 39e       | 100m: 32ste in 11,55 verspringen: 34ste met 6,33m kogelstoten: 22ste met 13,57m hoogspringen: 30ste met 1,88m 400m: 31ste in 51,78 110m horden: 30ste in 16,68 discuswerpen: 24ste met 39,52m polsstokhoogspringen: 25ste met 4,20m speerwerpen: 24ste met 52,24m 1500m: 21ste in 4.46,64 |
|                                                          |                 |           | |
| Rosemary Turare                                          | 1500m (v)       | 39e       | serie 1: 15de in 5.10,52 |
| Rosemary Turare                                          | 3000m (v)       | 33e       | serie 2: 11de in 11.15,18 |
| Rosemary Turare                                          | 10000m (v)      | 42e       | serie 1: 20ste in 42.02,79 |

### Boksen
| Olympiër     | Discipline  | Resultaat | Prestatie                                                               |
| ------------ | ----------- | --------- | ----------------------------------------------------------------------- |
| Ronnie Noan  | -51kg (m)   | 17e       | 1ste ronde: V van BUL Strogov: scheidsrechterlijke beslissing           |
| John Sem     | -54kg (m)   | 17e       | 1ste ronde: V van BUL Todorov: 0-11                                     |
| Steven Kevi  | -57kg (m)   | 17e       | 1ste ronde: V van BRA Brito: 6-20                                       |
| Henry Kungsi | -60kg (m)   | 9e        | 1ste ronde: W van PAK Hussain: 13-9 2de ronde: V van BUL Tontchev: 2-11 |
| Hubert Meta  | -63,5kg (m) | 9e        | 1ste ronde: vrij 2de ronde: V van EUN Nikolaev: 2-17                    |

### Gewichtheffen
| Olympiër   | Discipline | Resultaat | Prestatie                                                         |
| ---------- | ---------- | --------- | ----------------------------------------------------------------- |
| Paul Enuki | -90kg (m)  | 19e       | trekken: 22ste met 122,5kg stoten: 19de met 170kg totaal: 292,5kg |

### Zeilen
| Olympiër    | Discipline        | Resultaat | Prestatie                                   |
| ----------- | ----------------- | --------- | ------------------------------------------- |
| Graham Numa | Lechner A-390 (m) | 43e       | 438 punten: (51-48-47-51-51-47-51-47-45-51) |

Albanië · Algerije · Amerikaanse Maagdeneilanden · Amerikaans-Samoa · Andorra · Angola · Antigua en Barbuda · Argentinië · Aruba · Australië · Bahama's · Bahrein · Bangladesh · Barbados · België · Belize · Benin · Bermuda · Bhutan · Bolivia · Bosnië en Herzegovina · Botswana · Brazilië · Britse Maagdeneilanden · Bulgarije · Burkina Faso · Canada · Centraal-Afrikaanse Republiek · Chili · China · Chinees Taipei · Colombia · Congo-Brazzaville · Cookeilanden · Costa Rica · Cuba · Cyprus · Denemarken · Djibouti · Dominicaanse Republiek · Duitsland · Ecuador · Egypte · El Salvador · Equatoriaal-Guinea · Estland · Ethiopië · Fiji · Filipijnen · Finland · Frankrijk · Gabon · Gambia · Gezamenlijk team · Ghana · Grenada · Griekenland · Groot-Brittannië · Guam · Guatemala · Guinee · Guyana · Haïti · Honduras · Hongarije · Hongkong · Ierland · IJsland · India · Indonesië · Irak · Iran · Israël · Italië · Ivoorkust · Jamaica · Japan · Jemen · Jordanië · Kaaimaneilanden · Kameroen · Kenia · Koeweit · Kroatië · Laos · Lesotho · Letland · Libanon · Libië · Liechtenstein · Litouwen · Luxemburg · Madagaskar · Malawi · Malediven · Maleisië · Mali · Malta · Marokko · Mauritanië · Mauritius · Mexico · Monaco · Mongolië · Mozambique · Myanmar · Namibië · Nederland · Nederlandse Antillen · Nepal · Nicaragua · Nieuw-Zeeland · Niger · Nigeria · Noord-Korea · Noorwegen · Oeganda · Oman · Oostenrijk · Pakistan · Panama · Papoea-Nieuw-Guinea · Paraguay · Peru · Polen · Portugal · Puerto Rico · Qatar · Roemenië · Rwanda · Saint Vincent‑Grenadines · Salomonseilanden · Samoa · San Marino · Saoedi-Arabië · Senegal · Seychellen · Sierra Leone · Singapore · Slovenië · Soedan · Spanje · Sri Lanka · Suriname · Swaziland · Syrië · Tanzania · Thailand · Togo · Tonga · Trinidad en Tobago · Tsjaad · Tsjecho-Slowakije · Tunesië · Turkije · Uruguay · Vanuatu · Venezuela · Verenigde Arabische Emiraten · Verenigde Staten · Vietnam · Zaïre · Zambia · Zimbabwe · Zuid-Afrika · Zuid-Korea · Zweden · Zwitserland · Onafhankelijke olympische deelnemers